# بگوئیم - نگوئیم -
رشتهٔ گفتاری «بگوئیم-نگویئم» در دههٔ ۱۳۷۰ توسط وزیر ارشاد در روزنامه منتشر می‌شد و هدفش ترویج واژه‌های پذیرفته شده توسط فرهنگستان زبان و ادب فارسی بود تا جایگزینی برای واژه‌های بیگانه شود و زبان فارسی را از واژه‌های نابجا پاک‌سازی کند. مثلاً بگوییم «رایانه»، نگوئیم «کامپیوتر».

## دیدگاه‌ها
رشته گفتار «بگوئیم-نگوئیم» در آغاز با سه گروه انتقاد زبان‌شناسان روبه‌رو شد:
- گروه اول: باور داشتند واژه‌های بین‌المللی که به اسم خاص تبدیل شده‌اند، نباید ترجمه شوند و باید درست به‌صورت بین‌المللیِ آن به‌کار روند، مانند: اتوبوس، هلی‌کوپتر، کامپیوتر، موبایل و... . این گروه باور داشتند برای پاک‌سازی پارسی، نخست باید واژگان بی‌شمار جعلی را پاک‌سازی کرد که نه عربی است و نه فارسی. واژگانی که در ایران از باب‌های عربی ساخته شده‌اند، ولی در معنایی به‌کار می‌رود که در زبان عربی هیچ کاربردی ندارد؛ برای نمونه، «استنطاق» در فارسی یعنی بازجویی کردن بر وزن استفعال از نطق. «استمهال» (از مهلت) و «استهلال» (از هلال) به‌معنی درخواست هلال (دیدنِ هلال ماه).

این دیدگاه باور دارد که زبان پارسی خواهران و گویش‌های زیادی دارد و می‌توان از گنجایش و توانایی آن‌ها برای جایگزین واژگان عربی کمک گرفت.
- گروه دوم: باور داشتند باید همهٔ واژگان بیگانه را پاک‌سازی کرد.
- گروه سوم: گروهی که باور داشتند ابتدا باید همهٔ واژگان بیگانهٔ غربی را پاک‌سازی کرد و در جایگاه نخست از گنجایش واژگان قرآنی به‌جای آن‌ها یاری گرفت![۱]

در پی انتقادها، این رشته گفتارها تعطیل شد، ولی شماری از هوادارانِ دیدگاه نخست، خود دست‌به‌کار شدند و کتابچه‌هایی به‌صورت آنلاین دربارهٔ جایگزینی واژه‌های بیگانه و استانداردسازی و یکسان‌نگاری به پارسی منتشر کردند.

## واژگان پیشنهادی فرهنگستان
تعدادی از واژگان پیشنهادی فرهنگستان
| بگوییم     | نگوییم           |
| ---------- | ---------------- |
| دروغ‌ها     | اکاذیب           |
| کردها      | اکراد            |
| افغان‌ها    | افاغنه           |
| شربت       | اشربه            |
| تلفن همراه | موبایل           |
| صدا و سیما | رادیو و تلویزیون |
| رایانه     | کامپیوتر         |
| یارانه     | سوبسید           |
| هواناو     | هاورکرافت        |
| خودروشویی  | کارواش           |
| فام تن     | کروموزوم         |
| آبتاز      | سونامی           |
| پرده نگار  | پاورپوینت        |
| گردشگر     | توریست           |
| همایش      | کنگره            |
| فرایند     | پروسه            |
| شدآمد      | ترافیک           |
| دمابان     | فلاسک            |
| گِرده       | پلاکت            |